# 胡安·巴勃罗·安赫尔
胡安·巴勃罗·安赫尔（Juan Pablo Ángel，1975年10月24日—）是一名已退役哥倫比亞足球運動員，司職前鋒。

## 球員生涯
安赫尔於他的出身地麥德林所屬勁旅民族竞技展開球員生涯，1997年加盟阿根廷班霸河床，,在這時他被認為是世界上最好技術的球員之一 。
2001年1月12日，安祖以破球會轉會費紀錄950萬英鎊加盟阿士東維拉，在首個賽季表現一般，直至2003-04賽季替球隊於英超聯賽攻入16球備受好評，但高質素的狀態未能繼續維持，2004-05年賽季只能射入7球。
阿士東維拉在2006-07冬季轉會市場先後購入艾舒利楊格（Ashley Young）及約翰卡維（John Carew）該兩名攻擊球員，安祖自知無法在隊中取得正選籍位，最終於2007年4月17日與美國球會紐約紅牛簽約加盟。安祖於5月19日在美國公開盃外圍賽對洛杉磯銀河首度上陣，並且以後備球員身份為球隊攻入一球。5月19日他協助球隊以4比0擊敗哥倫布水手，比賽中安祖不但射入美國職業足球大聯盟首個入球，並交出兩個助攻，令安祖入選美職聯第7周最佳陣容。安祖及後對芝加哥火焰時交出兩個入球及一個助攻，最終令球隊升上東岸榜首，而安祖並獲選為美職聯五月最佳球員。

## 外部連結
- 英超表現
- 足球数据库：安祖的球员统计数据